# 阿散蒂直轄殖民地
阿散蒂（英語：Ashanti）自1902年起成為英国在西非的直轄殖民地，直到1957年作為加纳自治领的一部分独立。阿散蒂是黃金海岸的一部分，但與黃金海岸直轄殖民地分屬兩個不同的直轄殖民地。阿散蒂原為王國，因與英國幾度爆發戰事戰敗而遭英國吞併。

## 歷史
在与英军进行了此前几次交战後，阿散蒂於1896年1月再度被英军佔領。1900年，阿散蒂爆發亂事，英国人迅速予以镇压，並佔領库马西市。阿散蒂國王與其參謀均被驱逐出境。英国最終吞併阿散蒂，並使之成为英国领土與直轄殖民地，其管理由黃金海岸總督轄下的首席专员负责。阿散蒂因被征服而成为殖民地。1901年9月26日制訂的《1901年阿散蒂樞密令》是對阿散蒂進行兼併與行政管理的相關立法。
阿散蒂人失去其主权，但未有失去其社会政治体系的基本完整性。1935年，阿散蒂邦联正式成立，阿散蒂人的有限自决权獲正式规范。阿散蒂雖然繼續由大黄金海岸管理，但仍然是一个独立的直轄殖民地，直至其根據《1957年加納獨立法令》成为全新的加纳自治领的一部分為止。